# La rotta verde
La rotta verde (The Green Odyssey) è un romanzo di  fantascienza dello scrittore statunitense Philip José Farmer, pubblicato nel 1957.
In Italia il romanzo è stato pubblicato per la prima volta con il titolo Pianeta in via di sviluppo.

## Storia editoriale
Il romanzo è il secondo scritto dall'autore, dopo il precedente I Owe for the Flesh, ma il primo ad essere stato pubblicato in formato libro. Narra le avventure di un terrestre fuggiasco in un pianeta alieno; può essere considerato, insieme al romanzo, L'odissea di Glystra (Big Planet, 1952) di Jack Vance come raccordo tra i primi esperimenti nel filone planetary romance, tentati in precedenza da autori come Leigh Brackett, e il suo successivo sviluppo a partire dagli anni 1960 grazie ad autori quali Roger Zelazny e Gene Wolfe.
In Italia il romanzo è stato pubblicato per la prima volta nel 1970 con titolo Pianeta in via di sviluppo tradotto da Gianni Aimach per la Libra Editrice. Nel 1996 è stato ritradotto da Barbara Piccioli per Arnoldo Mondadori Editore con il titolo La rotta verde.

## Trama
L'astronauta Alan Green, proveniente dalla Terra, naufraga su un pianeta alieno. Le possibilità di venire soccorso da un'astronave terrestre sono infinitesimali e, mentre vaga per il pianeta, viene preso prigioniero dai barbari abitanti e fatto schiavo. Diventa il servitore del duca di Tropat e l'amante di sua moglie Zuni. Green, suo malgrado, si adatta alla vita da schiavo, ma è costantemente in balìa delle voglie e dei capricci di Zuni e teme che un suo minimo errore possa alienargli il favore della donna che potrebbe in ogni momento trovare un pretesto per condannarlo a morte, dopo averlo fatto torturare. Gli abitanti del pianeta sono estremamente superstiziosi e ogni comportamento anomalo viene creduto segno di possessione diabolica, motivo per cui Green ha sempre tenuto nascosta la sua provenienza, anche alla splendida moglie Amra, con la quale ha avuto una figlia. Amra è anch'ella una schiava, madre di altri cinque figli avuti con precedenti padroni, di cui due avuti con il duca di Tropat. Quando Green, viene a sapere dal mercante Miran che due stranieri, armati con moderne pistole, sono stati catturati e imprigionati nella città di Estorya, capisce che i due sono anche loro naufraghi e decide di tentare di liberarli per tentare di fuggire con la loro astronave sequestrata. Green, tuttavia, deve fare in fretta poiché la teocrazia che governa il paese, ha stabilito che gli stranieri vengano sottoposti a mortali prove per verificare che non siano dei demoni.
Green decide di fuggire a Estorya e si accorda con Miran per un passaggio da clandestino sulla sua nave che dovrà solcare la vastissima pianura erbosa di Xurdimur. In cambio gli fornirà le competenze tecniche per trasportare del pesce vivo, preziosissimo per gli abitanti di Estorya. Pochi giorni prima della partenza, tuttavia, un piccolo contrattempo scatena le ire di Zuni che gli scatena contro le guardie per ucciderlo. Green riesce a fuggire dopo essersi fatto scudo con il duca e travestito da monaco si nasconde nella nave di Miran che dopo pochi giorni salpa. A bordo Green trova Amra che aveva deciso di abbandonare, certo che la donna non si sarebbe mai potuta adattare  alla vita sulla Terra. Con la moglie vi sono anche alcuni dei suoi figli minori. Il pianeta è completamente ricoperto da pianure erbose e la navigazione della nave, munita di ruote, procede con pericolo; dopo aver sventato un attacco dei pirati, la nave viene speronata da un'isola vagante e l'equipaggio sterminato da una popolazione cannibale.
Green riesce a salvarsi e a liberare la moglie, i figli e altri compagni di viaggio presi prigionieri dai cannibali. Anche Miran si è salvato e grazie all'aiuto di tutti i sopravvissuti riesce a fuggire rubando una nave trovata sull'isola. Durante l'esplorazione dell'isola vagante, Green ha scoperto che essa è in realtà un'enorme sfalciatrice, realizzata millenni prima e ancora in funzione insieme ad altre. Giunto a Estrorya, Green apprende che uno degli astronauti si è tolto la vita e teme che il sopravvissuto non sia in grado di pilotare l'astronave. Nel frattempo Miran, sul quale Green già aveva dei sospetti, lo denuncia alle autorità di Estorya come demone, sospettandolo portatore di sfortuna. Green fugge all'arresto con uno dei figli di Amra, mentre la donna e i restanti figli vengono fatti prigionieri. Green riesce a riattivare una delle isole vaganti immobili da millenni nelle vicinanze di Estrorya e con essa minaccia di distruggere la città se l'astronauta, Amra e gli altri prigionieri non vengano rilasciati. La minaccia sortisce l'effetto voluto. Green parte con l'astronauta verso la Terra; non potendo però trasportare altri passeggeri, saluta la moglie, promettendo di ritornare presto a riprenderla e a portarla sulla Terra con i figli. Nel frattempo lascia alla donna il comando dell'isola vagante grazie alla quale l'intraprendente e combattiva Amra sicuramente diventerà una potente pirata.

## Edizioni
- (EN) Philip José Farmer, The Green Odyssey, 1ª ed., New York, Ballantine Books, giugno 1957.
- (DE) Philip José Farmer, Die Irrfahrten des Mr. Green, traduzione di Lothar Heinecke, Terra Sonderband, n. 57, Monaco di Baviera, Moewig, luglio 1962.
- (NL) Philip José Farmer, Zwerfeilanden in het Groen, traduzione di Carl Lans, Tijgerpocket, n. 130, Luitingh, 1968.
- Philip José Farmer, Pianeta in via di sviluppo, traduzione di Gianni Aimach, Slan. Il meglio della fantascienza, n. 2, Bologna, Libra Editrice, maggio 1970.
- (FR) Philip José Farmer, L'odyssée verth, traduzione di Jean-Pierre Pugi, Presses Pocket - Science Fiction, n. 5125, Parigi, Presses Pocket, aprile 1982, ISBN 978-2-266-01093-1.
- (PT) Philip José Farmer, A odisseia verde, traduzione di Luís Cadete, Livros de Bolso - Ficção Científica, n. 223, Mem Martins, Publicações Europa-América, 1996, ISBN 978-972-1-04199-8.
- Philip José Farmer, La rotta verde, traduzione di Barbara Piccioli, Classici Urania, n. 234, Milano, Arnoldo Mondadori Editore, settembre 1996.
- (ES) Philip José Farmer, La odisea de Green, traduzione di Francisco Arellano, Delirio, n. 130, Madrid, La Biblioteca del Laberinto, ottobre 2019, ISBN 978-84-120655-8-9.
- (PL) Philip José Farmer, Odyseja Greena, traduzione di Tadeusz Markowski, Klasycy amerykańskiej SF, Varsavia, Stalker Books, agosto 2020, ISBN 978-83-66280-60-1.